# Zale largera
Zale largera là một loài bướm đêm trong họ Erebidae.